# Josef Zilch
Josef Zilch (* 29. Mai 1928 in Schwandorf; † 16. November 2024 ebenda) war ein deutscher Dirigent, Komponist und Hochschullehrer.

## Leben
Zilch erhielt bereits mit fünf Jahren Klavierunterricht und wurde im Alter von zwölf erster Organist am Marienmünster in Schwandorf. Sein Studium absolvierte er an der Hochschule für Musik in München. 1956–1959 unterrichtete er am Max-Reger-Gymnasium Amberg und bis 1971 am Karl-Theodor-von-Dalberg-Gymnasium in Aschaffenburg. In Aschaffenburg gründete er 1968 das Collegium Musicum, ein Orchester, dem professionelle und semi-professionelle Musikerinnen und Musiker der Region angehören. Bis 2005 leitete Zilch das Collegium Musicum in mehr als 120 Konzerten, darunter die Schloss- und Theaterkonzerte sowie Schlossgalas unter freiem Himmel. 2005 ernannte ihn das Collegium Musicum zum Ehrendirigenten.
1971 wurde Zilch als Professor an die Hochschule für Musik und Theater München berufen, wo er ab 1973 den Lehrstuhl für Musikpädagogik und Dirigieren leitete. Er war Ehrenmitglied der Hochschule.
Ab 1976 war Zilch ständiger Gastdirigent in Japan. Von der Kunsthochschule Musashino in Tokio erhielt er den Titel eines Professors honoris cause.
Er war ab 1949 Mitglied der katholischen Studentenverbindung KDStV Rheno-Franconia München, später wurde er noch Mitglied der KDStV Badenia (Straßburg) Frankfurt am Main im CV.

## Auszeichnungen
- Goldene Schallplatte für seine Hubertusmesse
- 1970: Nordgau-Kulturpreis der Stadt Amberg in der Kategorie „Musik“
- 1991: Verdienstkreuz 1. Klasse der Bundesrepublik Deutschland
- 2004: Kulturpreis des Deutschen Jagdschutz-Verbands[2]
- 2000: Kulturpreis der Stadt Aschaffenburg[5]
- 2017: Ehrenbürger der Stadt Schwandorf[6]

## Werke
- Happy-Birthday – Heitere Variationen für Streichquartett
- Happy-Birthday – Heitere Variationen für Bläserquintett
- Variations over a Bavarian Zwiefachen – für Bläserquintett
- Impressionen aus Japan – Suite für Orchester
- Tänzerische Suite – für Streichorchester
- Türmerkantate – Eine Kantate zur Erinnerung an den Schöpfer der Bayernhymne: Konrad Max Kunz
- Hubertusmesse – für 4 Waldhörner in F und Orgel

Gedichte von Christian Morgenstern vertonte er für Sopran (Mezzosopran) oder Tenor (Bariton) und Klavier
- Der Lattenzaun
- Die Luft
- Der Großstadtbahnhoftauber
- Das große Lalula